# SN 2006pp
SN 2006pp – supernowa typu Ia odkryta 14 listopada 2006 roku w galaktyce A004858+0028. W momencie odkrycia miała maksymalną jasność 22,60m.